# انسولین
اَنسولین از هورمونهایی است که تأثیرات مختلفی در سوخت‌وساز بدن و دیگر اعمال بدن می‌گذارد.
انسولین هورمونی است که در لوزالمعده ساخته می‌شود و نقش اصلی آن کمک به کنترل مقدار قند در خون است. وقتی غذایی می‌خوریم و قند وارد خون می‌شود، انسولین ترشح می‌گردد تا این قند را به درون سلول‌ها ببرد و آن را به عنوان منبع انرژی در اختیارشان بگذارد. بنابراین، انسولین مانند کلیدی است که قفل سلول‌ها را باز می‌کند تا قند خون وارد آن‌ها شود و سلول بتواند انرژی لازم برای فعالیت خود را به دست آورد. اگر انسولین به اندازه کافی ساخته نشود یا سلول‌ها به آن پاسخ ندهند، قند در خون باقی می‌ماند و سطح آن بالا می‌رود؛ حالتی که می‌تواند به بیماری‌هایی مانند دیابت منجر شود. بنابراین انسولین برای تعادل انرژی بدن و حفظ سلامت بسیار حیاتی است.
انسولین با اثر به سلول‌های کبد باعث می‌شود این سلول‌ها با گرفتن قند از خون و ذخیرهٔ آن به صورت گلیکوژن، قند خون را کاهش دهند و با تجمع گلیکوژن در سلول‌های ماهیچه ای -به عنوان یک منبع سوخت- انرژی را افزایش دهد. همچنین با اثر به بافت‌های چربی، استفاده از چربی به عنوان منبع سوخت را متوقف می‌کند. در صورت نبود یا کمبود انسولین در خون، بدن از چربی به عنوان منبع سوخت استفاده می‌کند. انسولین به عنوان مرکز کنترل متابولیسم بدن عمل می‌کند.
اثر هورمون گلوکاگون عکس عمل انسولین می‌باشد.

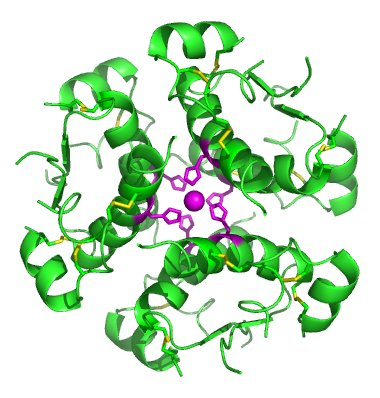

انسولین در پزشکی برای درمان نوعی دیابت شیرین استفاده می‌شود.
در دیابت شیرین نوع یک (دیابت وابسته به انسولین) توانایی تولید انسولین در بدن کاهش می‌یابد یا قطع می‌شود از این رو با تزریق روزانهٔ انسولین (اغلب به صورت زیر پوستی) علایم بیماری از بین می‌رود.
افراد مبتلا به دیابت شیرین نوع دو (یا دیابت غیروابسته به انسولین)، با این که مقدار انسولین در خون از مقدار طبیعی بیش‌تر است، ولی تعداد گیرنده‌های انسولین کم است.
در مواردی نادر اگر داروهای دیگر اثرگذار نبودند، از انسولین برای کنترل مقدار گلوکز خون استفاده می‌شود.
انسولین بر اعمال سایر نقاط بدن نیز اثر می‌گذارد، برای مثال اگر انسولین وارد مغز شود باعث افزایش توانایی یادگیری و حافظه می‌شود.
انسولین یک هورمون پپتیدی با ترکیب ۵۱ اسیدآمینه می‌باشد. این هورمون از سلول‌های بتا جزایر لانگرهانس، واقع در بخش درون‌ریز پانکراس، به خون ترشح می‌شود، نام انسولین نیز از واژهٔ لاتین «اینسولا» به معنی جزیره گرفته شده است.
وزن مولکولی انسولین ۵۸۰۸ دالتون اندازه‌گیری شده است.

## ساختار پروتئینی
در مهره داران توالی آمینو اسیدی بسیار مستحکم است، انسولین بووین (گاو نر، بوفالو) تنها در سه آمینو اسید باقی‌مانده با هم تفاوت دارند، یا تنها یک آمینواسید تفاوت پوکرین (خوکی، وابسته به گراز) با توالی آمینواسیدی انسان می‌باشد، حتی انسولین گونه‌هایی از ماهی‌ها هم به اندازهٔ کافی به انسان نزدیک هستند که بتوان از آن‌ها به‌طور مؤثر در درمان بالینی استفاده کرد.
انسولین در بعضی بی مهرگان نیز به انسان نزدیک است و اثرات فیزیولوژیک همانند دارد. این شباهت زیاد ساختار انسولین در میان گونه‌های مختلف، محفوظ ماندن توالی آن را در طول تاریخ تکامل جانوران، بیان می‌کند.
C-پپتید در پرو-انسولین، گستردگی بیشتری در میان جانداران دارد، انسولین پلی‌پپتیدی است که از دو زنجیره پپتیدی A و B تشکیل یافته است. تعداد اسیدهای آمینه در زنجیره‌ها که در زنجیره A برابر ۲۱ و در زنجیره B برابر ۳۰ می‌باشد، در انسولینهای جدا شده از اغلب گونه‌های حیوانی ثابت است. این دو زنجیره به کمک دو پل دی‌سولفور، یکی بین اسیدهای آمینه شماره ۷ از دو زنجیره و دیگری میان اسیدهای آمینه شماره ۲۰ از زنجیره A و شماره ۱۹ از زنجیره B با یکدیگر اتصال دارند. علاوه بر این، ریشه‌های اسید آمینه ردیف ۶ و ۱۱ در داخل زنجیره A به وسیلهٔ پیوند دی‌سولفور به یکدیگر متصل هستند. مکان این پیوندها در گونه‌های مختلف، ثابت است.
انسولین به صورت هگزامر (شش جزئی)، غیرفعال است که پایداری بلند مدتی دارد، این ساختار شش جزئی به عنوان محافظت از انسولین بیش فعال عمل می‌کند.
تبدیل ساختار شش جزئی به مونومر از جنبه‌های اصلی فرمول بندی انسولین برای تزریق است، انسولین شش جزئی بسیار پایدارتر است در حالی که انسولین مونومر بسیار سریعتر واکنش می‌دهد از آنجایی که آهنگ نفوذ با اندازهٔ مولکول، رابطهٔ عکس دارد. انسولینی که سریعتر واکنش می‌دهد به معنای این است که دیگر زمان وعدهٔ غذایی، مقدم بر زمان عادی روزانه نیست که این به خودی خود، انعطاف‌پذیری و راحتی بیشتری را برای بیماران دیابتی فراهم می‌کند. انسولین می‌تواند چندین صفحه بتا دارای ریشه‌های ریز و متصل به هم ایجاد کند که این امر منجر به آمیلوئیدوز (ذخیرهٔ توده‌های آمیلوید در اندام ها/بافت‌ها) می‌شود و از تجمع انسولین برای مدت زمان طولانی جلوگیری می‌کند.

## سنتز، اثرات فیزیولوژیک، از هم پاشیدگی
سنتز

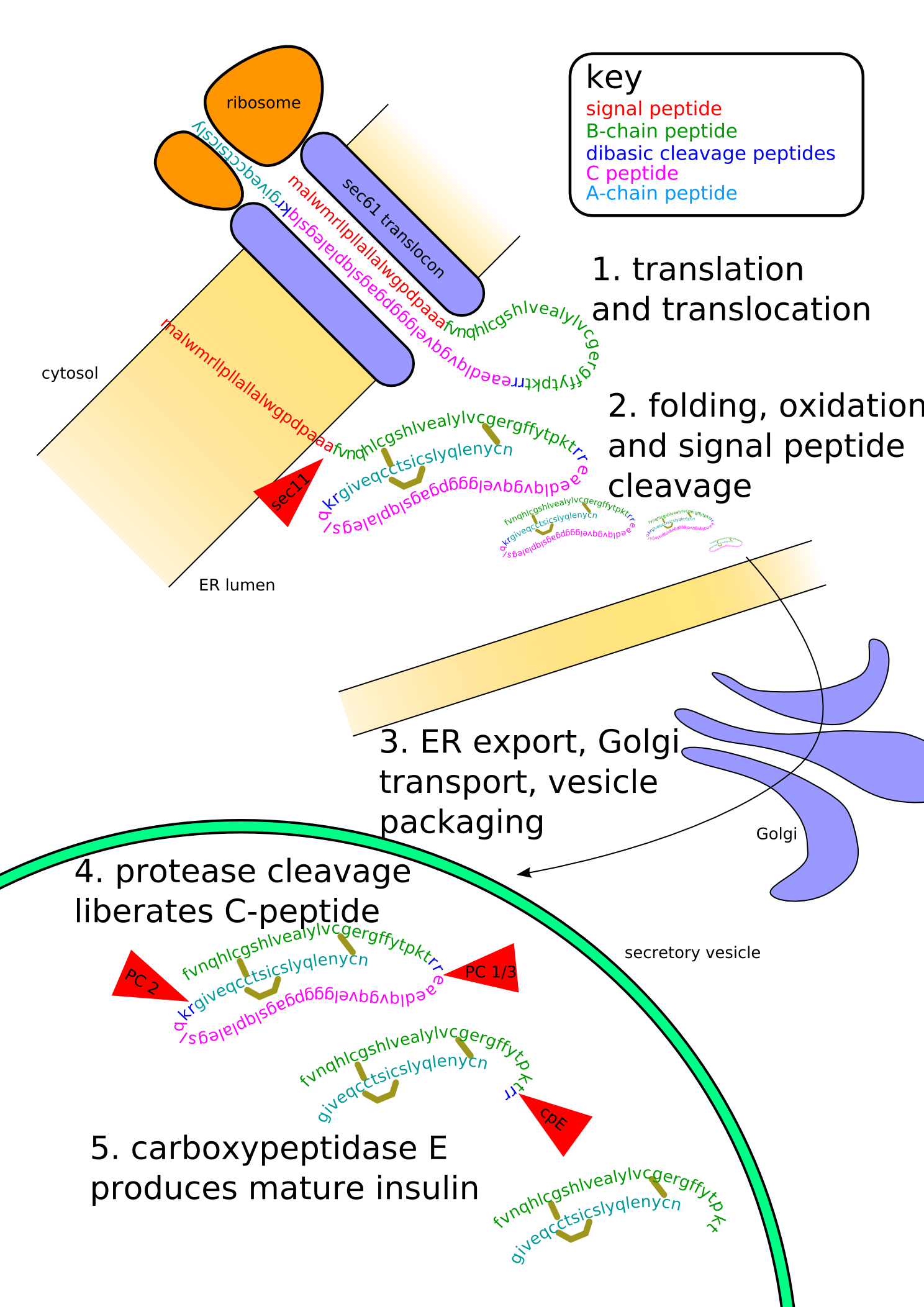

انسولین در پانکراس تولید می‌شود و هرگاه که محرکی شناسایی شد، ترشح می‌شود. محرک می‌تواند پروتئین مصرف شده باشد یا گلوکز در خون که از غذای گوارش شده تولید می‌شود. اگر کربوهیدرات مصرف شده دارای گلوکز باشد، گلوکز وارد جریان خون می‌شود و گلوگز خون افزایش می‌یابد. در سلول‌های هدف، انسولین نوعی پیام را تولید می‌کند که باعث افزایش جذب و ذخیرهٔ گلوکز می‌شود. در نهایت، مقدار انسولین کاهش می‌یابد و منجر به پایان پاسخ می‌شود.
در پستان داران، انسولین در سلول‌های بتا جزایر لانگر هانس تولید می‌شود. بالغ بر یک تا سه میلیون سلول‌های جزایر لانگر هانس بخش درون ریز پانکراس که خود یک غدهٔ برون ریز است، را تشکیل می‌دهند. بخش درون ریز پانکراس ۲ درصد جرم کلی پانکراس را تشکیل می‌دهد، از سوی دیگر، درون جزایر لانگر هانس، ۶۰ تا ۸۰ درصد این سلول‌ها را سلول‌های بتا تشکیل می‌دهند.
تولید داخلی انسولین طی مراحل مختلفی (مراحل سنتز) تنظیم می‌شود
1. در مرحلهٔ رونویسی از ژن انسولین
2. در پایداری mRNA
3. در ترجمهٔ mRNA
4. در اصلاحات پس از ترجمه

باور بر این است که انسولین و پروتئین‌های مربوط به آن، در درون مغز نیز تولید می‌شوند و کاهش مقدار این پروتئین‌ها با بیماری آلزایمر رابطه دارد.

## ترشح و آزاد شدن
سلول‌های بتا، انسولین را در دو فاز آزاد می‌کنند. در فاز اول، انسولین در پاسخ به افزایش مقدار گلوکز خون به تندی آزاد می‌شود، فاز دوم، رهاسازی پایدار و کند وزیکولهای تازه تشکیل شده است که خود مختار از مقدار گلوکز خون رها می‌شوند.
شرح فاز نخست، بدین گونه می‌باشد:
1. گلوکز از راه ناقل گلوکز(GLUT2) وارد سلول بتا شده.
2. گلوکز وارد فرایند قندکافت و چرخهٔ تنفسی می‌شود، جایی که آدنوزین تری فسفات(ATP) پر انرژی از راه اکسایش (اکسیداسیون) بدست می‌آید.
3. کانال‌های یون پتاسیم که توسط ATP کنترل می‌شوند، به علت وابستگی به مقدار ATP (و به دنبال آن، گلوکز خون)، بسته می‌شوند و غشای سلول غیر قطبی (دیپولاریزه) می‌شود.
4. در دیپولاریزاسیون، کانال‌های یون کلسیم باز می‌شوند و یون کلسیم وارد سلول می‌شود.
5. افزایش میزان کلسیم، فعال شدن فسفولیپاز را موجب می‌شود که فسفولیپید غشای سلولی را می‌شکافد.
6. در نهایت افزایش میزان کلسیم، موجب می‌شود که انسولین سنتز شده که در وزیکول‌های ترشحی نگاه داری می‌شد، رها شود.

مراحل بالا، روند کلی رهاسازی انسولین را بیان می‌کند.
علاوه بر این، مقداری انسولین نیز بر اثر مصرف غذا آزاد می‌شود. سلول‌های بتا، همچنین تحت تأثیر دستگاه عصبی خود مختار می‌باشند. ساز و کارهای پیام‌رسانی این ارتباطات هنوز به‌طور کامل قابل بحث نیستند.
سایر موادی که رها شدن انسولین را تحریک می‌کنند، آمینو اسیدها که از جذب پروتئین‌ها به دست می‌آیند، استیل کولین، که از پایانه‌های عصبی ترشح می‌شوند (دستگاه عصبی پاراسمپاتیک) هستند. سه آمینواسید مانند گلوکز عمل می‌کنند (آلانین، گلیسین و آرژینین)، بدین ترتیب که پتانسیل غشای سلول‌های بتا را تغییر می‌دهند. استیل کولین به وسیلهٔ فسفولیپاز C رهاسازی انسولین را برمی‌انگیزد.
دستگاه عصبی سمپاتیک، از آزاد شدن انسولین جلوگیری می‌کند، اما باید به این موضوع توجه کرد که آدرنالین موجود در خون، موجب می‌شود که گیرنده‌های بتا۲ روی سلول‌های بتا فعال شوند و موجب ترشح انسولین می‌شود.
هنگامی که میزان گلوکز به حالت عادی فیزیولوژیک بازمی‌گردد، ترشح انسولین از سلول‌های بتا قطع می‌شود یا کاهش می‌یابد. اگر سطح گلوکز از این هم پایینتر بیاید، ترشح هورمون‌های هایپرگلیسمیک (اغلب گلوکاگون از سلول‌های آلفای جزایر لانگرهانس) شروع می‌شود و باعث آزاد شدن گلوکز به خون از ذخایر سلولی می‌شود که اولویت اول، گلیکوژن ذخیره شده در کبد است.
با افزایش میزان گلوکز خون هورمون‌های هایپرگلیسمیک از هاپوگلیسمیا جلوگیری می‌کند. ترشح انسولین، شدیداً توسط هورمون نوراپینفرین (نورآدرنالین) جلوگیری می‌شود که خود موجب افزایش میزان گلوکز خون در وضعیت تنش و فشار روانی می‌باشد.

## نوسانات میزان انسولین
حتی در هنگام هضم غذا، به‌طور کلی ۱ یا ۲ ساعت بعد از وعده نیز ترشح انسولین از پانکراس، به‌طور یکنواخت و پیوسته نمی‌باشد بلکه در یک تناوب ۳ تا ۶ دقیقه‌ای نوسان می‌کند. این نوسان غلظت انسولین را از بیش از ۸۰۰ پیکومول/لیتر به زیر ۱۰۰ پیکومول/لیتر برساند.
به نظر می‌رسد این تناوب، جهت اجتناب از مهار گیرنده‌های انسولین در سلولهای هدف و کمک به کبد درگرفتن انسولین از خون و در نتیجه کاهش انسولین خون می‌شود. این نوسان برای درمان‌هایی که در آن از انسولین استفاده می‌شود بسیار مهم است، در واقع غلظت ایده‌آل همان غلظت نوسانی انسولین است نه یک غلظت زیاد و ثابت.
در روش‌های جایگزینی انسولین، سازوکار نوسان انسولین همیشه به صورت دقیق انجام نمی‌شود. این سازوکار می‌تواند به صورت انتقال ریتمیک انسولین به سیاهرگ باب کبد یا انتقال سلول‌های جزایر لانگرهانس به کبد انجام گیرد. در آینده، پمپ‌های انسولین خواهند توانست این سازوکار مهم را بهبود ببخشند.

## هدایت سیگنال
در غشای سلول‌ها پروتئین‌های انتقال دهنده‌ای وجود دارند که موجب انتقال گلوکز از خون به داخل سلول می‌شود. این پروتئین‌های انتقال دهنده تحت کنترل میزان انسولین خون در سلول‌های مختلف (برای نمونه سلول‌های ماهیچه‌ای) هستند. میزان پایین انسولین خون یا نبود آن موجب جلوگیری از ورود گلوکز به سلول می‌شود (دیابت نوع ۱)، با این حال، نوع متداول تر، کاهش حساسیت سلول‌ها به میزان انسولین است (مانند دیابت نوع ۲) که موجب کاهش جذب گلوکز به سلول می‌شود. در هر دو حالت گرسنگی سلول (Cell Starvation)، کاهش وزن (در بعضی موارد کاهش وزن شدید) روی می‌دهد.
در بعضی مواقع در ترشح انسولین از پانکراس عیب و اشکال است که در هرحالتی نتیجه سطح بالای گلوکز خون است.
فعال شدن گیرنده‌های انسولین به ساز و کارهای درون سلولی می‌انجامد که نتیجهٔ آن گرفتن گلوکز از خون است. این ساز و کارها بر کانال‌های پروتئینی موجود در غشای سلول اثرگذار هستند. ژن‌هایی که دستور ساخت پروتئین‌های گیرنده‌های را می‌سازند شناسایی شده‌اند.
دو نوع بافت به شدت تحت تأثیر انسولین هستند ۱-بافت عضلانی ۲-بافت چربی (البته تا جایی که به بحث تحریک جذب گلوکز مربوط باشد)

## اثرات فیزیولوژیک
اثرات کلی بر فیزیولوژی انسان
- کنترل جذب سلولی موادی خاص (اغلب گلوکز در بافت‌های عضلانی(Muscle Tissue) و چربی(Adipose))
- افزایش رونویسی DNA و سنتز پروتئین
- تغییر شکل‌دادن فعالیت بسیاری از آنزیم‌ها

اثرات بر سلول‌ها
- افزایش سنتز گلیکوژن (انسولین باعث ذخیرهٔ گلوکز در کبد به صورت گلیکوژن می‌شود، سطح پایین انسولین باعث می‌شود که کبد گلیکوژن را تجزیه و گلوکز را وارد سیستم گردش خونی کند.
- افزایش تشکیل بافت چربی (انسولین سلول‌های چربی را مجبور به جذب لیپید خون می‌کند که به تری گلیسرید تبدیل شده است)
- افزایش استری شدن اسیدهای چربی
- کاهش پروتئولیز
- کاهش لیپولیز
- کاهش گلوکونئوژنز
- افزایش جذب آمینو اسید توسط سلول‌ها
- افزایش جذب پتاسیم توسط سلول‌ها
- افزایش ترشح HCL درون معده